# Владимирский Тупик
Владимирский Тупик — посёлок в Смоленской области России, в Холм-Жирковском районе. Конечная станция железнодорожной линии Дурово — Владимирский Тупик. Начальный пункт Тупиковской узкоколейной железной дороги.
Посёлок расположен в северной части области в 22 км к северо-западу от районного центра — пгт Холм-Жирковский.
Население — 576 жителей (2007 год).
Административный центр Тупиковского сельского поселения.

## Экономика
Леспромхоз и два лесничества.

## Инфраструктура
В посёлке располагаются детский сад, средняя школа, больница и Дом культуры.

## Транспорт
В населённом пункте расположена одноимённая железнодорожная платформа линии Вязьма — Духовская, открытая в 1950 году.

## Примечание
1. 1 2  Владимирский тупик/Энциклопедия Смоленской области. Дата обращения: 10 декабря 2013. Архивировано 5 марта 2014 года.
2. ↑  Архангельский А. С., Архангельский В. А. Железнодорожные станции СССР : Справочник : в 2 т.. — М. : Транспорт, 1981. — Т. 1. — С. 83. — 368 с. — 100 000 экз.